# Cangzhou
Cangzhou (en chino, 沧州; pinyin, Cāngzhōu (escuchar)ⓘ) es una ciudad-prefectura en la provincia de Hebei, al este de la República Popular China. Su área es de 14 304 km² y su población total para 2010 superó los 7,54 millones de habitantes. 

Se dice que la ciudad fue fundada en el periodo de Dinastías meridionales y septentrionales  (420aC-589).

## Administración
Desde julio de 2020, Cangzhou se divide en 16 localidades que se administran en 2 distritos urbanos,  4 ciudades suburbanas y 10 condados rurales. Estos a su vez se subdividen en 167 villas, 20 subdistritos y 73 poblados.
- Distrito Yunhe 运河区
- Distrito Xinhua 新华区
- Ciudad Botou 泊头市
- Ciudad Renqiu 任丘市
- Ciudad Huanghua 黄骅市
- Ciudad Hejian 河间市
- Condado Cang 沧县
- Condado Qing 青县
- Condado Dongguang 东光县
- Condado Haixing 海兴县
- Condado Yanshan 盐山县
- Condado Suning 肃宁县
- Condado Nanpi 南皮县
- Condado Wuqiao 吴桥县
- Condado Xian 献县
- Condado Mengcun 孟村回族自治县

## Toponimia
El topónimo Cangzhou [/Dsang-Zhóu/] significa "la Provincia del Gran mar", llamada así por su proximidad al mar de Bohai.
Por lo tanto, el nombre evoca la idea de una región cercana al agua o con una conexión histórica con el mar.

## Economía
Cangzhou es una ciudad muy industrial, pero el territorio administrativo de la ciudad también incluye grandes áreas agrícolas, y es conocida en China por Azufaifo y las Peras Ya (conocido por el nombre de exportación de Tianjin Pera ya).Es un gran productor de Petróleo. Cangzhou comprende también un gran puerto pesquero y el puerto moderno, Huanghua de exportación de carbón.

## Clima
La ciudad tiene cuatro estaciones bien diferenciadas, los inviernos son fríos y secos y los veranos son cálidos y húmedos, la temperatura media en invierno es de -3C en verano de 27C.
| Parámetros climáticos promedio de Cangzhou (1971−2000) | Parámetros climáticos promedio de Cangzhou (1971−2000) | Parámetros climáticos promedio de Cangzhou (1971−2000) | Parámetros climáticos promedio de Cangzhou (1971−2000) | Parámetros climáticos promedio de Cangzhou (1971−2000) | Parámetros climáticos promedio de Cangzhou (1971−2000) | Parámetros climáticos promedio de Cangzhou (1971−2000) | Parámetros climáticos promedio de Cangzhou (1971−2000) | Parámetros climáticos promedio de Cangzhou (1971−2000) | Parámetros climáticos promedio de Cangzhou (1971−2000) | Parámetros climáticos promedio de Cangzhou (1971−2000) | Parámetros climáticos promedio de Cangzhou (1971−2000) | Parámetros climáticos promedio de Cangzhou (1971−2000) | Parámetros climáticos promedio de Cangzhou (1971−2000) |
| Mes                                                    | Ene.                                                   | Feb.                                                   | Mar.                                                   | Abr.                                                   | May.                                                   | Jun.                                                   | Jul.                                                   | Ago.                                                   | Sep.                                                   | Oct.                                                   | Nov.                                                   | Dic.                                                   | Anual                                                  |
| ------------------------------------------------------ | ------------------------------------------------------ | ------------------------------------------------------ | ------------------------------------------------------ | ------------------------------------------------------ | ------------------------------------------------------ | ------------------------------------------------------ | ------------------------------------------------------ | ------------------------------------------------------ | ------------------------------------------------------ | ------------------------------------------------------ | ------------------------------------------------------ | ------------------------------------------------------ | ------------------------------------------------------ |
| Temp. máx. media (°C)                                  | 2.5                                                    | 5.4                                                    | 12.3                                                   | 21.0                                                   | 26.9                                                   | 31.1                                                   | 31.4                                                   | 30.3                                                   | 26.6                                                   | 20.3                                                   | 11.4                                                   | 4.2                                                    | 18.6                                                   |
| Temp. mín. media (°C)                                  | −7.1                                                   | −4.7                                                   | 1.1                                                    | 8.7                                                    | 14.5                                                   | 19.7                                                   | 22.4                                                   | 21.6                                                   | 16.1                                                   | 9.4                                                    | 1.4                                                    | −4.8                                                   | 8.2                                                    |
| Precipitación total (mm)                               | 3.2                                                    | 4.2                                                    | 8.5                                                    | 19.7                                                   | 36.6                                                   | 85.1                                                   | 219.6                                                  | 139.9                                                  | 48.5                                                   | 22.4                                                   | 12.8                                                   | 4.5                                                    | 605.0                                                  |
| Días de precipitaciones (≥ 0.1 mm)                     | 1.6                                                    | 2.5                                                    | 3.1                                                    | 4.4                                                    | 5.7                                                    | 8.6                                                    | 12.6                                                   | 9.5                                                    | 5.8                                                    | 4.8                                                    | 3.2                                                    | 2.1                                                    | 63.9                                                   |
| Horas de sol                                           | 188.8                                                  | 184.5                                                  | 229.2                                                  | 250.7                                                  | 274.6                                                  | 261.5                                                  | 219.8                                                  | 229.3                                                  | 235.2                                                  | 226.6                                                  | 186.7                                                  | 175.8                                                  | 2662.7                                                 |
| Humedad relativa (%)                                   | 57                                                     | 54                                                     | 52                                                     | 50                                                     | 54                                                     | 61                                                     | 77                                                     | 77                                                     | 68                                                     | 64                                                     | 62                                                     | 60                                                     | 61.3                                                   |
| Fuente: China Meteorological Administration            |                                                        |                                                        |                                                        |                                                        |                                                        |                                                        |                                                        |                                                        |                                                        |                                                        |                                                        |                                                        |                                                        |